# 1764 Cogshall
Az 1764 Cogshall (ideiglenes jelöléssel 1953 VM1) a Naprendszer kisbolygóövében található aszteroida. Az Indianai Egyetem fedezte fel 1953. november 7-én.